# Amplitude (jeu vidéo)
Pour l’article homonyme, voir Amplitude.
Amplitude est un jeu vidéo développé par Harmonix comme la suite du jeu Frequency et édité par Sony Computer Entertainment en 2003.

## Principe du jeu
Amplitude est un jeu de rythme dont le but consiste à reproduire les différentes pistes d'un morceau successivement. Le joueur est représenté par un vaisseau spatial, et évolue dans un univers futuriste, sur un chemin représentant l'un des morceaux du jeu. Celui-ci est découpé en six pistes de couleurs différentes, chacune représentant un instrument de musique. Chaque piste contient des notes qu'il faut valider au bon moment pour les reproduire. Lorsque le joueur parvient à reproduire deux mesures d'une piste, celle-ci disparaît et continue à se jouer toute seule pendant un temps donné. Le joueur marque alors des points, et sa jauge de vie augmente. Devra alors déplacer son vaisseau sur une autre piste pour continuer à jouer. En enchaînant plusieurs pistes, il augmente le multiplicateur de score. S'il rate une note sur la piste en cours, joue une note de trop, ou ne rejoint pas une piste disponible, il perd une petite quantité de sa jauge de vie, le multiplicateur est remis à zéro, et il devra reprendre le jeu à la mesure suivante. La partie s'arrête par une défaite lorsque la jauge tombe à zéro, ou par une victoire lorsque le joueur atteint la fin du morceau.
Certaines mesures réussies permettent d'obtenir un bonus, qui pourra être lancé n'importe quand, pour ralentir le jeu, doubler le multiplicateur, détruire une piste, ou accéder au mode Freestyle. Celui-ci permet d'être invincible sur une petite partie du morceau, tout en gagnant des points plus facilement. En mode multijoueur, d'autres bonus sont disponibles pour attaquer les autres joueurs.

## Bande son
Chaque niveau du jeu est un morceau différent, certains provenant d'artistes plus ou moins connus, d'autres étant des créations originales pour le jeu.
† - morceau original créé spécialement pour Amplitude
Niveau 1 - Neotropolis
1. P.O.D. vs. T.C.M. - "Boom (The Crystal Method Mix)"
2. Garbage - "Cherry Lips (Go Baby Go!)"
3. Quarashi - "Baseline"
4. Chris Child featuring Melissa Kaplan - "Shades of Blue"†
5. Logan 7 - "Uptown Saturday Night"

Niveau 2 - Beat Factory
1. Run-DMC - "King of Rock (X-Ecutioners Mix)"†
2. The Baldwin Brothers - "Urban Tumbleweed"
3. Weezer - "Dope Nose"
4. David Bowie - "Everyone Says 'Hi'|Everyone Says 'Hi' (Metro Mix)"
5. Freezepop - "Super Sprøde"†

Niveau 3 - Metaclouds
1. Pink - "Respect"
2. Papa Roach - "M-80 (Explosive Energy Movement)"
3. Mekon with Roxanne Shanté - "What's Going On"
4. Herbie Hancock - "Rockit (2.002 Remix)"
5. Production Club - "Rockstar"†

Niveau 4 - Elektro Kore
1. DJ HMX with Plural - "Cool Baby"†
2. BT and Wildchild - "Kimosabe"†
3. Manchild - "Nitro Narcosis"†
4. Slipknot - "I Am Hated"
5. Game Boyz - "Push"†

Niveau 5 - Blastlands
1. Blink-182 - "The Rock Show"
2. Styles of Beyond - Subculture (Dieselboy + Kaos Rock Mix)"
3. Akrobatik et Symbion Project - "Out The Box"†
4. Symbion Project - "Synthesized"†
5. Komputer Kontroller - "Robot Rockerz"†
6. Cosmonaut Zero - "Spaztik"†

## Accueil
- Jeuxvideo.com : 14/20[1]